# Collegio uninominale Marche - 02 (Senato della Repubblica 2020)
Il collegio elettorale uninominale Marche - 02 è un collegio elettorale uninominale della Repubblica Italiana per l'elezione del Senato della Repubblica.

## Territorio
Come previsto dalla legge n. 51 del 27 maggio 2019, il collegio è stato definito tramite decreto legislativo all'interno della circoscrizione Marche.
È formato dal territorio dell'intera provincia di Ancona (47 comuni) e dell'intera provincia di Pesaro e Urbino (52 comuni).
Il collegio è parte del Collegio plurinominale Marche - 01.

## Eletti
| Elezione | Elezione | Senatore        | Partito          |
| -------- | -------- | --------------- | ---------------- |
|          | 2022     | Antonio De Poli | Unione di Centro |

## Dati elettorali

### XIX legislatura
Come previsto dalla legge elettorale, 74 senatori sono eletti con sistema a maggioranza relativa in altrettanti collegi uninominali a turno unico.
| Candidati                                 | Candidati                 | Voti    | %     | Liste                                 | Voti    | %     |
| ----------------------------------------- | ------------------------- | ------- | ----- | ------------------------------------- | ------- | ----- |
|                                           | Antonio De Poli ✔️ Eletto | 171 584 | 41,29 | Fratelli d'Italia                     | 112 053 | 26,96 |
| Lega per Salvini Premier                  | Antonio De Poli ✔️ Eletto | 171 584 | 41,29 | 31 528                                | 7,59    |       |
| Forza Italia                              | Antonio De Poli ✔️ Eletto | 171 584 | 41,29 | 24 751                                | 5,96    |       |
| Noi moderati/Lupi - Toti - Brugnaro - UDC | Antonio De Poli ✔️ Eletto | 171 584 | 41,29 | 3 252                                 | 0,78    |       |
|                                           | Marco Bentivogli          | 122 481 | 29,47 | Partito Democratico-IDP               | 92 825  | 22,34 |
| Alleanza Verdi e Sinistra                 | Marco Bentivogli          | 122 481 | 29,47 | 14 831                                | 3,57    |       |
| +Europa                                   | Marco Bentivogli          | 122 481 | 29,47 | 12 757                                | 3,07    |       |
| Impegno Civico - Centro Democratico       | Marco Bentivogli          | 122 481 | 29,47 | 2 068                                 | 0,50    |       |
|                                           | Samuela Melini            | 56 770  | 13,66 | Movimento 5 Stelle                    | 56 770  | 13,66 |
|                                           | Elena Fabbri              | 32 183  | 7,74  | Azione - Italia Viva - Calenda        | 32 183  | 7,74  |
|                                           | Emanuela Merli            | 11 032  | 2,65  | Italexit                              | 11 032  | 2,65  |
|                                           | Marco Bini                | 5 603   | 1,35  | Unione Popolare                       | 5 603   | 1,35  |
|                                           | Paola Raponi              | 5 599   | 1,35  | Italia Sovrana e Popolare             | 5 599   | 1,35  |
|                                           | Stefania Settimi          | 4 949   | 1,19  | Partito Comunista Italiano            | 4 949   | 1,19  |
|                                           | Marco Palanghi            | 3 949   | 0,95  | Vita                                  | 3 949   | 0,95  |
|                                           | Gabriele Cinti            | 1 440   | 0,35  | Alternativa per l'Italia (PdF - Exit) | 1 440   | 0,35  |
| Totale                                    | Totale                    | 415 590 | 100   |                                       | 415 590 | 100   |
|                                           |                           |         |       |                                       |         |       |
| Voti non validi                           | Voti non validi           | 19 091  | 4,39  |                                       |         |       |
| Votanti                                   | Votanti                   | 434 681 | 68,53 |                                       |         |       |
| Elettori                                  | Elettori                  | 634 275 |       |                                       |         |       |